# Judith M. Bennett
Judith MacKenzie Bennett (1951) es una académica, historiadora, escritora, y feminista estadounidense, que desarrolla actividades académicas y científicas en el "profesorado de historia", como profesora emérita  de la "cátedra John R. Hubbard" sobre historia de las islas británicas, en la Universidad del Sur de California. Escribe ensayos, y enseña sobre la Europa medieval, centrándose específicamente en el género, historia de las mujeres, y de campesinos.

## Carrera e investigación
Estudió en la "Mount Holyoke College" de Massachusetts, y luego en la Universidad de Toronto completó un MA; y en 1981, un PhD en estudios medievales. Posteriormente desde 1981 hasta 2005, trabajó en la Universidad de Carolina del Norte en Chapel Hill, antes de trasladarse a la Universidad de Sur de California.
Ha publicado extensamente sobre la historia de la Inglaterra medieval tardía, en particular sobre la historia de las mujeres y los enfoques feministas de la historia medieval. Es autora y editora de nueve libros y más de 30 artículos y capítulos sobre las mujeres medievales, el trabajo de las mujeres y la historia feminista, así como los textos de la historia medieval ampliamente utilizado, como:
- 2001, Medieval Europe: A Short History (Europa medieval: una breve historia) en coautoría de C. Warren Hollister, 383 p. ISBN 0072955155, ISBN 9780072955156 (McGraw Hill).[6] Ahora Judith Bennett ha actualizado este clásico libro mientras se esfuerza por no perder la visión ni el estilo del Dr. Hollister. En su prefacio a la octava edición, el profesor Hollister escribió sobre su fatídica realización, mientras estaba en la universidad, que nuestro mundo actual "es un producto del pasado medieval". La novena edición de Europa medieval: Una breve historia busca introducir a los estudiantes de hoy en las raíces medievales de nuestra propia sociedad. Sobre la base sólida creada por el Dr. Hollister, la nueva coautora Judith Bennett brinda una cobertura ampliada de la historia de las mujeres, la historia social y cultural, el papel del hombre y la mujer comunes de la Edad Media y la historia de la Edad Media. a esta revisión.

- 2006, History Matters: Patriarchy and the Challenge of Feminism (La historia importa: el patriarcado y el desafío del feminismo), 214 p. ISBN 0812239466, ISBN 9780812239461. Así, defendió la importancia de los enfoques feministas de la historia; y, el papel de las perspectivas de "larga duración" en la comprensión del "equilibrio patriarcal" que ha definido la historia de las experiencias de las mujeres en múltiples períodos históricos. Este "equilibrio patriarcal" es caracterizado, por Bennett, como una falta de transformación en el estatus de las mujeres en comparación con la de los hombres, a pesar de los cambios a lo largo del tiempo.[7]